# Sarsinebalia typhlops
Sarsinebalia typhlops är en kräftdjursart som först beskrevs av Sars 1870.  Sarsinebalia typhlops ingår i släktet Sarsinebalia och familjen Nebaliidae. Utöver nominatformen finns också underarten S. t. occidentalis.